# P.S. I Love You
P.S. I Love You (englisch für: P.S. Ich liebe Dich) ist der Titel eines Liedes der britischen Band The Beatles. Es erschien als B-Seite der ersten Single der Gruppe am 5. Oktober 1962 in Großbritannien, auf der A-Seite befindet sich das Stück Love Me Do. Komponiert wurden beide Titel, die in der Tradition von Songs wie I’ll Be Home von Pat Boone stehen, von Paul McCartney und John Lennon unter dem Copyright Lennon/McCartney.

## Hintergrund
P.S. I Love You zählt zu den frühesten Kompositionen des Autorenteams Lennon/McCartney, wobei der Hauptautor des Stücks Paul McCartney ist. Er verglich das Lied mit der späteren Komposition Paperback Writer, wo er das Schema, eine Art Brief als Text zu verwenden, erneut aufgriff. McCartney schrieb P.S. I Love You 1961 während des zweiten Aufenthalts der Beatles in Hamburg.
Paul McCartney sagte dazu: „Es war so ziemlich meins. Ich glaube nicht, dass John viel daran beteiligt war. Es gibt bestimmte Themen, an die man einen Song leichter aufhängen kann als andere, und ein Brief ist eines davon. Der Brief ist ein beliebtes Thema und es ist nur mein Versuch eines davon. Es basiert nicht auf der Realität, noch habe ich es meiner Freundin [Dot Rhone] aus Hamburg geschrieben, was manche Leute denken.“
Anfangs wurde der Song als mögliche A-Seite diskutiert, eine Vorstellung, die Ron Richards, der Produzent des Liedes, schnell verwarf. P.S. I Love You platzierte sich in den US-amerikanischen Charts als B-Seite separat auf Platz 10.

## Aufnahme
Die Beatles nahmen erstmals eine unbekannte Anzahl von Takes von P.S. I Love You bei ihrer ersten Abbey Road-Session am 6. Juni 1962 mit Pete Best am Schlagzeug auf. Keine der Versionen wurde veröffentlicht, es ist anzunehmen, dass die Aufnahmen von P.S. I Love You nicht mehr existent sind.
Die Aufnahmen für das Stück fanden am 11. September 1962 in den Londoner Abbey Road Studios statt. Die Gruppe benötigte zehn Takes, um die Aufnahme zur Zufriedenheit des Produzenten Ron Richards, der George Martin an diesem Tag am Mischpult vertrat, fertigzustellen. Die Beatles spielten in ihrer gewohnten Formation: mit John Lennon an der Rhythmusgitarre, Paul McCartney am E-Bass, George Harrison an der Leadgitarre. Allerdings übernahm der Studiomusiker Andy White das Schlagzeug. White war von George Martin für diese Aufnahmesitzung engagiert worden, da er Pete Best beim ersten Vorspielen der Beatles als zu schwach empfunden hatte. Ringo Starr spielte bei den Aufnahmen Maracas.
Die Abmischung des Liedes für die Single erfolgte am 11. September 1962 in Mono. Am 25. Februar 1963 erfolgte die Abmischung in Stereo, diese Version beinhaltet einen künstlichen Stereoeffekt, da das originale Masterband gelöscht wurde.

## Coverversionen
Es wurden über 40 Coverversionen von P.S. I Love You veröffentlicht.
Im März 1990 wurde in Japan das Album Flowers in the Dirt – Special Edition von Paul McCartney veröffentlicht. Auf diesem befindet sich das Lied P.S. Love Me Do, ein Medley aus der A- und B-Seite der ersten Beatles-Single, das im Februar 1987 von Phil Ramone produziert wurde.

## Veröffentlichungen
- Am 5. Oktober 1962 erschien die Single Love Me Do / P.S. I Love You in Großbritannien, in den USA wurde die Single von Vee-Jay Records am 27. April 1964 veröffentlicht.
- Am 22. März 1963 erschien P.S. I Love You auf dem ersten Beatles-Album Please Please Me. In Deutschland wurde das Album unter dem Titel Die Beatles (Die zentrale Tanzschaffe der weltberühmten Vier aus Liverpool) am 6. Februar 1964 veröffentlicht.
- In den USA wurde P.S. I Love You auf dem dortigen Debütalbum Introducing… The Beatles (erste Version) von Vee-Jay Records am 10. Januar 1964 veröffentlicht. Auf der zweiten Version, die am 10. Februar 1964 veröffentlicht wurde, ist das Lied aus Lizenzgründen nicht mehr enthalten.
- Für BBC Radio nahmen die Beatles unter Live-Bedingungen drei weitere Fassungen von P.S. I Love You auf, von denen eine Aufnahme im Studio Five, BBC Maida Vale, London vom 17. Juni 1963 auf dem Album On Air – Live at the BBC Volume 2 am 8. November 2013 erschien.[8]